# Akkawi

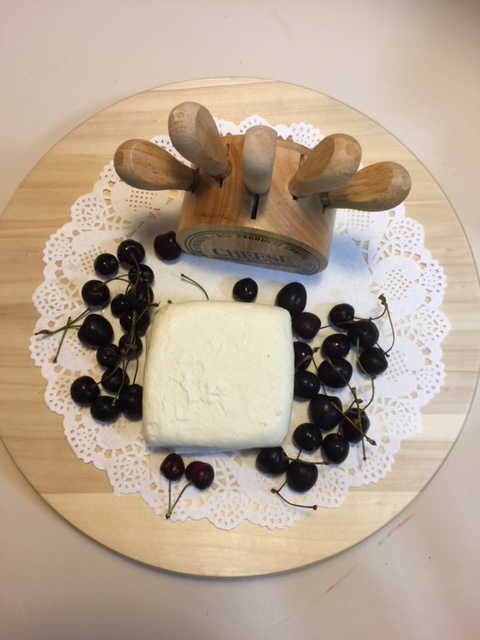
Akkawi, mit Kirschen angerichtet

Akkawi (arabisch جبنة عكاوي, DMG Ǧubna ʿAkkāwī, hebräisch גְּבִינָה עַכּוֹאִית Gvīnah ʿAkkō'īt, französisch Fromage de Saint Jean d'Acre, auch Akawi, Akawieh oder Ackawi) ist ein weißer halbfester Salzlakenkäse aus Kuhmilch, Ziegenmilch oder Schafmilch. Akkawi ist besonders in Palästina, Libanon und Syrien populär, wird aber auch in Jordanien und Zypern produziert. In Tschechien gibt es seit Jahrzehnten eine industrielle Produktion für den arabischen Markt.

## Eigenschaften
Der Akkawi ist ein weißer, halbfester Käse aus meist pasteurisierter Kuhmilch, Ziegenmilch oder Schafmilch, ohne oder mit nur wenigen kleinen Löchern im Teig. Er hat einen frischen, salzigen Geschmack, wenn er aus Kuhmilch hergestellt wurde weist er ein leicht fettiges Mundgefühl auf. Handelsüblich sind Blöcke mit einem Gewicht von 400 bis 500 Gramm. Für den Einzelhandel werden Behälter mit 20 bis 40 dieser Blöcke in Behältern mit Lake verpackt und kühl gelagert. In der Verkaufsstelle werden sie entsprechend dem unmittelbaren Bedarf herausgenommen und in der gekühlten Verkaufstheke präsentiert.
Akkawi enthält etwa 51 bis 61 % Wasser, 15,75 bis 22,5 % Protein und 19,5 bis 21,6 % Fett.

## Geschichte
Die Fertigung des Akkawi hat in der Levante, namentlich in Israel, Palästina, dem Libanon, Syrien und Zypern, eine lange Tradition. Noch heute wird er in vielen Haushalten hergestellt, insbesondere im Libanon und Syrien. Der Libanesische Bürgerkrieg führte zu einer starken Verknappung von Milch. Seinerzeit begann die industrielle Produktion in Tschechien, die bis heute vor allem den arabischen Markt beliefert.

## Herstellung
Der Akkawi wird traditionell aus Kuhmilch, Ziegenmilch oder Schafmilch gefertigt. Dabei kann der erwärmten Milch mit dem Lab auch Mastix und Mahlab als Gewürz zugefügt werden. Nach 30 bis 45 Minuten wird der Bruch in kleine Würfel geschnitten und in einem Käsetuch zwei Stunden unter zunehmendem Druck gepresst. Anschließend wird der Käse gesalzen, nach drei bis sechs Stunden Ruhe in Lake fünf bis zehn Minuten gekocht, und schließlich bis zu einem Jahr bei Raumtemperatur in Salzlake gelagert.
Industriell wird Akkawi, abhängig von der Verfügbarkeit, aus Kuhmilch, Schafmilch oder Ziegenmilch gefertigt. Es kann auch Milchpulver in Kombination mit frischer Milch verwendet werden. Die Milch wird bei 75 °C pasteurisiert und dann auf 35 °C heruntergekühlt. Nach der Zugabe von Calciumchlorid und Lab und einer Gerinnungszeit von etwa einer Stunde wird der Bruch in Portionen von etwa 12 × 12 × 3 cm in Käsetücher eingeschlagen und zu mehreren übereinander mit steigendem Druck gepresst. Dabei wird dafür Sorge getragen, dass die Temperatur beim Pressen unterhalb des Schmelzpunkts des enthaltenen Fetts bleibt. Anderenfalls könnte das Fett mit der Molke abfließen oder innerhalb des Teigs eingeschlossen werden und eine fehlerhafte schmierige Konsistenz verursachen. Im Sommer beträgt die angestrebte Temperatur beim Pressen etwa 24 °C, im Winter 26 °C. Sofort nach dem Pressen wird der Käse in einer zehnprozentigen Lake eingelegt, die mit abgekochtem Wasser angesetzt wurde und in der er drei Monate reift.
Der Akkawi wird industriell mit unterschiedlichem Fettgehalt produziert, von der Magerstufe mit weniger als 10 % bis zur Vollfettstufe mit mehr als 40 % Fett in der Trockenmasse. Bei der industriellen Produktion können bis zu 30 Prozent des als gesundheitsschädlich betrachteten Speisesalzes in der Lake durch Kaliumchlorid ersetzt werden, ohne Geschmack, Textur oder Haltbarkeit zu beeinträchtigen.

## Verzehr

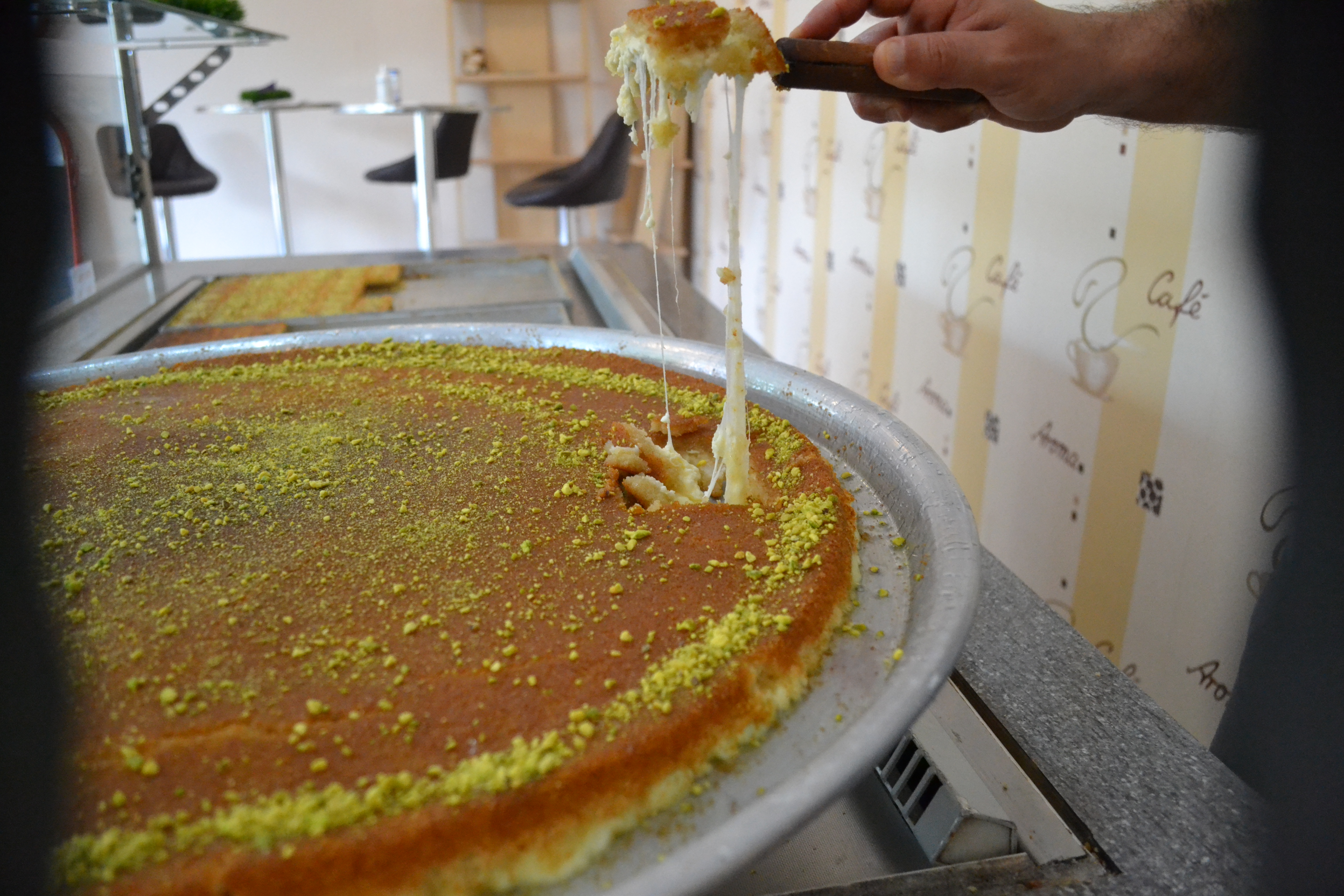
Kunafah, oben eine überbackene Masse aus Vermicelli oder anderen Fadennudeln, der Käse bildet die untere Schicht

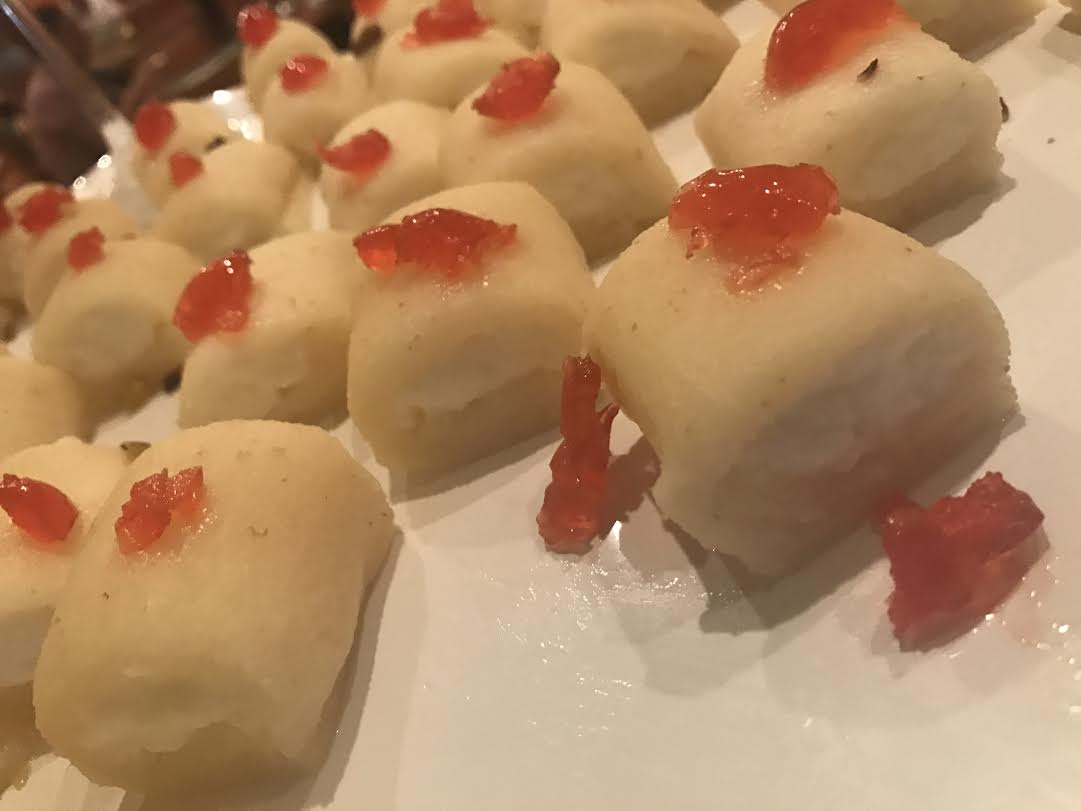
Halawet el Jibn

Der Akkawi ist ebenso vielseitig wie Feta und eignet sich wie dieser nicht zum Überbacken, aber er kann gegrillt werden. In der libanesischen und nahöstlichen Küche ist er eine wichtige Zutat für Salate, gefülltes Gebäck und Desserts. Für die Zubereitung von Süßspeisen wird der Akkawi in klarem Wasser gespült, um den salzigen Geschmack zu mildern.
Akkaw wird wie Nabulsi und Halloumi häufig als Snack in einem Baguette oder einem Weißbrot serviert. Wegen des salzigen Geschmacks wird dazu gelegentlich Konfitüre gereicht, oder das belegte Brot wird auf einem Grill oder zwischen zwei heißen Metallplatten bis zum Schmelzen des Käses erhitzt. Auf den geschmolzenen Käse werden dann als Garnitur und zum Mildern des salzigen Geschmacks Tomatenscheiben oder Gurkenwürfel verteilt.
Neben israelischem Safed und türkischem Kaschkawal ist Akkawi einer jener Käse, die häufig als Belag für Manakish verwendet werden. Dabei wird der fein gewürfelte Käse pur oder mit Zatar gemischt aufgetragen, es kann auch eine Hälfte mit Akkawi und die andere mit Zatar belegt werden. Die Fleischfüllung von Gerichten wie Fatayer oder Börek kann durch Spinat und fein gewürfelten Akkawi als vegetarische Alternative ersetzt werden. Im Libanon werden Teigfladen mit einer Mischung aus fein geschnittenem, entsalzenen Akkawi, fein gehackter Petersilie und geriebenen Zwiebeln belegt, zusammengerollt und als Käsestangen in heißem Fett ausgebacken. Die Süßspeisen Kunafah und Halawet el Jibn werden mit Akkawi zubereitet.

## Belege
1. 1 2 3  R. I. Tannous: Miscellaneous white brined cheeses. In: R. K. Robinson, A. Y. Tamime (Hrsg.): Feta and Related Cheeses. Ellis Horwood, New York u. a. 1991, ISBN 0-7476-0077-5, Kap. 6, S. 209–228.
2. 1 2 3  A. Adnan Hayaloglu: Cheese Varieties Ripened Under Brine. In: Paul L. H. McSweeney, Patrick F. Fox, Paul D. Cotter, David W. Everett (Hrsg.): Cheese. Chemistry, Physics & Microbiology. Fourth edition. Volume 2. Academic Press, London u. a. 2017, ISBN 978-0-12-417012-4, Kap. 39, S. 997–1040.
3. 1 2 3  I. Toufeili und B. Özer: Brined Cheeses from the Middle East and Turkey. In: Adnan Tamime (Hrsg.): Brined Cheeses. Blackwell Publishing, Oxford u. a. 2006, ISBN 978-1-4051-2460-7, S. 188–210.
4. 1 2  Christelle Salameh, Sylvie Banon, Chadi Hosri, Joël Scher: An Overview of Recent Studies on Main Traditional Fermented Milks and White Cheeses in the Mediterranean Region. In: Food Reviews International. Band 32, Nr. 3, 2016, S. 256–279, doi:10.1080/87559129.2015.1075210.
5. 1 2  Juliet Harbutt (Hrsg.): World Cheese Book. Dorling Kindersley, London u. a. 2009, ISBN 978-0-7566-5442-9, S. 264.
6. 1 2  T. Huppertz et al.: Constituents and Properties of Milk from Different Species. In: Adnan Tamime (Hrsg.): Brined Cheeses. Blackwell Publishing, Oxford u. a. 2006, ISBN 978-1-4051-2460-7, S. 1–42.
7. ↑  M. M. Ayyash, F. Sherkat, N. P. Shah: The effect of NaCl substitution with KCl on Akawi cheese: Chemical composition, proteolysis, angiotensin-converting enzyme-inhibitory activity, probiotic survival, texture profile, and sensory properties. In: Journal of Dairy Science. Band 95, Nr. 9, 2012, S. 4747–4759, doi:10.3168/jds.2011-4940.
8. ↑  Rabih Kamleh, Ammar Olabi, Imad Toufeili, Hamza Daroub, Tarek Younis, Rola Ajib: The effect of partial substitution of NaCl with KCl on the physicochemical, microbiological and sensory properties of Akkawi cheese. In: Journal of the Science of Food and Agriculture. Band 95, Nr. 9, 2015, S. 1940–1948, doi:10.1002/jsfa.6906.
9. 1 2  Adnan Y. Tamime and R. K. Robinson: Utilisation of Brined Cheeses in Other Food Preparations. In: Adnan Tamime (Hrsg.): Brined Cheeses. Blackwell Publishing, Oxford u. a. 2006, ISBN 978-1-4051-2460-7, S. 302–315.